# برج کبوتر عبدالرسول امینی
برج کبوتر عبدالرسول  مربوط به دوره قاجار است و در شهرستان خمینی‌شهر، بخش مرکزی، روستای ولاشان، واقع شده و این اثر در تاریخ ۱۶ اسفند ۱۳۸۴ با شمارهٔ ثبت ۱۴۴۱۴ به‌عنوان یکی از آثار ملی ایران به ثبت رسیده‌است.